# District de Mirepoix
Le district de Mirepoix était une division territoriale française du département de l'Ariège de 1790 à 1795.

## Composition
Il était composé de 10 cantons : Le Carla-le-Comte, Daumazan, Laroque-d'Olmes, le Mas-d'Azil, Mazères, Mirepoix, Pamiers, Saint-Ybars, Saverdun et Varilhes.